# Ludwik Dorn
Ludwik Stanisław Dorn [ludvik staňisuav dorn] (5. června 1954, Varšava – 7. dubna 2022) byl polský konzervativní politik, sociolog a publicista, od podzimu 2005 do jara 2007 místopředseda polské vlády a ministr vnitra ve vládách Kazimierza Marcinkiewicze a Jarosława Kaczyńského. V dubnu 2007 nahradil ve funkci maršálka polského Sejmu Marka Jurka.
Narodil se polsko-židovským rodičům jako Henryk Dornbaum, rodina otce byla vyvražděna během holokaustu. V roce 1960 změnila rodina příjmení na Dorn. Ačkoli byl vychován jako agnostik, v jednapadesáti letech přijal křesťanství a vstoupil do katolické církve.
V roce 1978 graduoval na Varšavské univerzitě v oboru sociologie.
V dobách komunismu se podílel na opozičním hnutí (KOR Komitet Samoobrony Społecznej, Solidarita), byl vězněn. Po pádu komunismu byl členem různých pravicových politických uskupení, pracoval v Kanceláři prezidenta Lecha Wałęsy, odkud odešel po konfliktech spolu s dalšími pracovníky (včetně vedoucího Kanceláře Jarosława Kaczyńského).
V roce 2001 se podílel s bratry Kaczyńskými na založení strany Právo a spravedlnost (PiS), kde se stal místopředsedou.
Od 31. října 2005 byl ministrem vnitra v menšinové vládě Kazimierza Marcinkiewicze, 21. listopadu 2005 byl jmenován místopředsedou vlády.
Dne 6. února 2007 Ludwik Dorn ve vládě Jarosława Kaczyńského podal demisi, premiér přijal demisi z funkce ministra vnitra, ale ponechal jej ve funkci vicepremiéra. Uvedeným důvodem demise byl rozdíl názorů na fungování resortu. Dne 27. dubna 2007 po demisi Marka Jurka z funkce maršálka Sejmu jej PiS navrhlo na tuto funkci a byl zvolen.